# Ragnar Tveiten
Ragnar Tveiten (Rollag, 27 novembre 1938) è un ex biatleta norvegese.

## Biografia
Nel 1964 prese parte per la prima volta ai Giochi olimpici invernali, che si tennero a Innsbruck concludendo in quarta posizione nella gara individuale.
Nel 1968 partecipò ai giochi di Grenoble, arrivando però ventiseiesimo.

A 33 anni, nel 1972, prese parte alla sua ultima gara a cinque cerchi, arrivando però solo ventinovesimo nella gara individuale.

## Palmarès

### Mondiali
- Oro a Garmisch-Partenkirchen 1966 nella staffetta.
- Oro a Altenberg 1967 nella staffetta.
- Argento a Zakopane 1969 nella staffetta.
- Argento a Östersund 1970 nella staffetta.
- Argento a Hämeenlinna 1971 nella staffetta.
- Argento a Lake Placid 1973 nella staffetta.